# Summit (New Jersey)
Pour les articles homonymes, voir Summit.
Summit, officiellement Summit City, est une ville de l'État du New Jersey, dans le comté d'Union.

## Histoire
Pendant la guerre d'indépendance, Summit a été utilisée pour observer les troupes britanniques. Pendant l'émergence de la ville (1850-1900), Summit servait de lieu de villégiature pour les hommes d'affaires de New York City.
Lors des attentats du 11 septembre 2001, Summit a perdu 12 habitants.
La ville fait partie, avec Short Hills, de la banlieue huppée de Manhattan, plébiscitée par des banquiers travaillant à Wall Street, profitant du lien ferroviaire direct avec la gare de Penn Station, rejoignable en environ une demi-heure.

## Administration
Summit est une city dirigée par un maire et un conseil municipal de sept membres.
- At-large: Steve Murphy
- Ward I: Ellen K. Dickson
- Ward I: Thomas Getzendanner
- Ward I: Nuris Portuondo
- Ward II: Dave A. Bomgaars
- Ward II: Rich Madden
- Ward II: Michael J. Vernotico

| Mois                              | jan. | fév. | mars | avril | mai | juin | jui. | août | sep. | oct. | nov. | déc. | année |
| --------------------------------- | ---- | ---- | ---- | ----- | --- | ---- | ---- | ---- | ---- | ---- | ---- | ---- | ----- |
| Température minimale moyenne (°C) | −8   | −7   | −2   | 2     | 8   | 13   | 16   | 15   | 11   | 9    | 0    | −5   | 4     |
| Température maximale moyenne (°C) | 2    | 4    | 9    | 15    | 21  | 26   | 29   | 28   | 24   | 18   | 12   | 5    | 16    |
| Précipitations (mm)               | 90   | 80   | 100  | 100   | 110 | 100  | 120  | 110  | 110  | 90   | 110  | 100  | 1 270 |

## Caractéristiques démographiques
| Indicateur :         | Summit | États-Unis |
| Hommes (%)           | 47,8   | 49         |
| Femmes (%)           | 52,2   | 51         |
| Âge médian           | 37,9   | 36,4       |
| Moins de 18 ans (%)  | 28,9   | 24,6       |
| 18-64 ans (%)        | 58,7   | 62,8       |
| 65 ans et + (%)      | 12,4   | 12,6       |
| Revenu/hab. ($)      | 69 372 | 27 041     |
| Taux de pauvreté (%) | 3,5    | 13,5       |

| Groupe :    | Summit | États-Unis |
| Blancs      | 84,3   | 74,7       |
| Noirs       | 6,9    | 12,4       |
| Asiatiques  | 4,4    | 4,4        |
| Métis       | 1,4    | 2,2        |
| Amérindiens | 0,0    | 0,8        |
| Autres      | 3,0    | 5,5        |
| Total       | 100    | 100        |

## Galerie

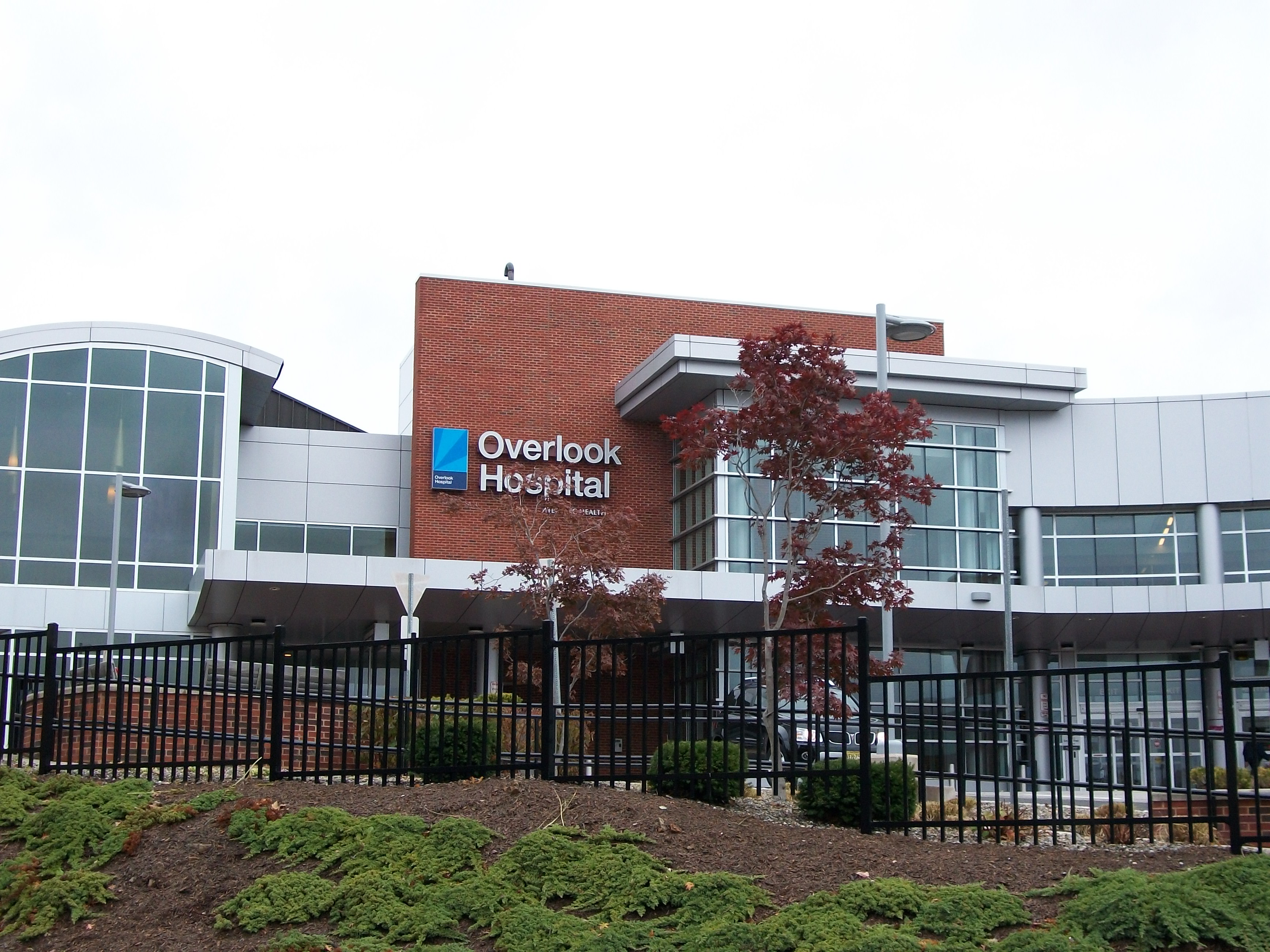
Hôpital.
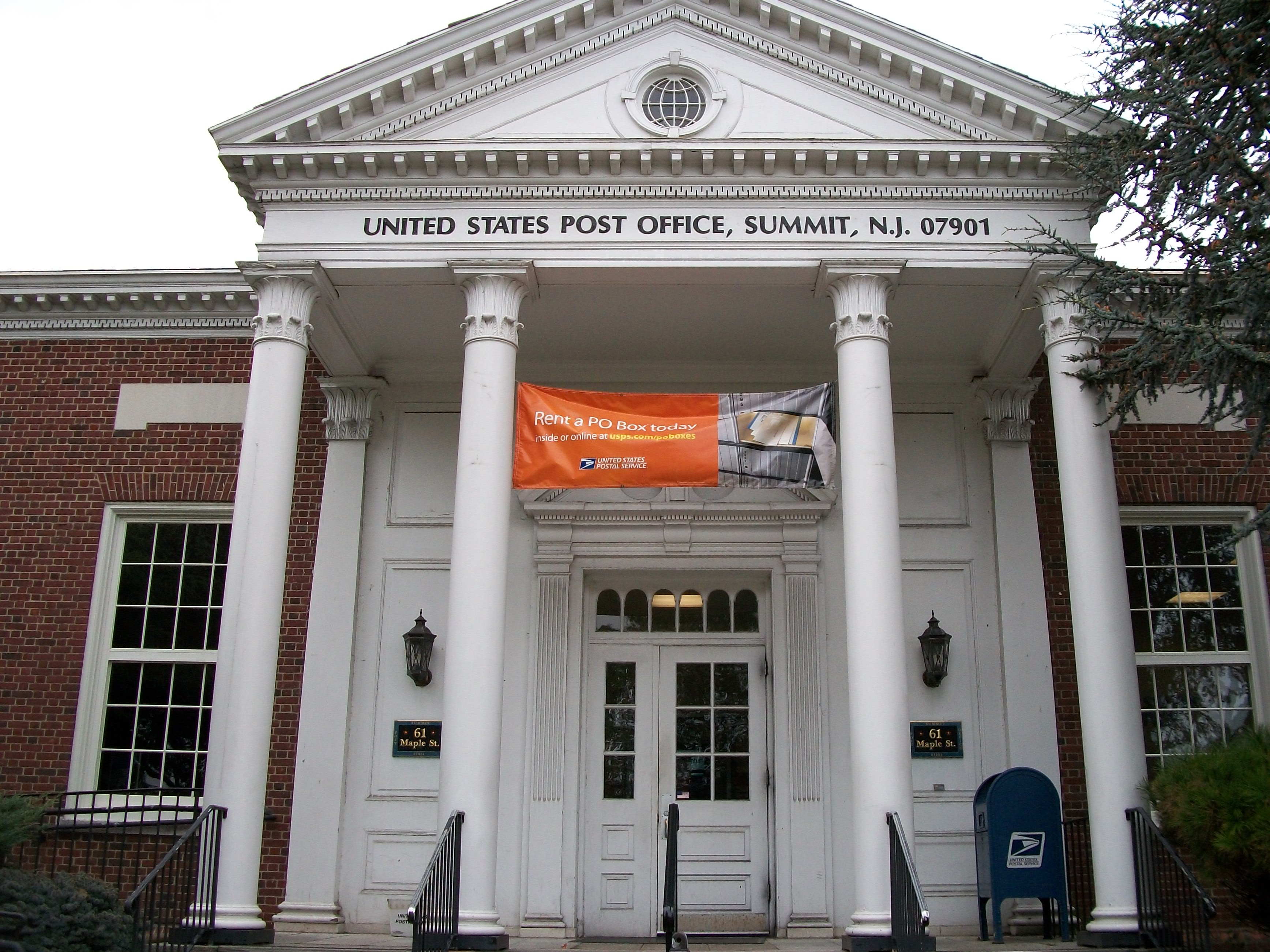
Bureau de poste
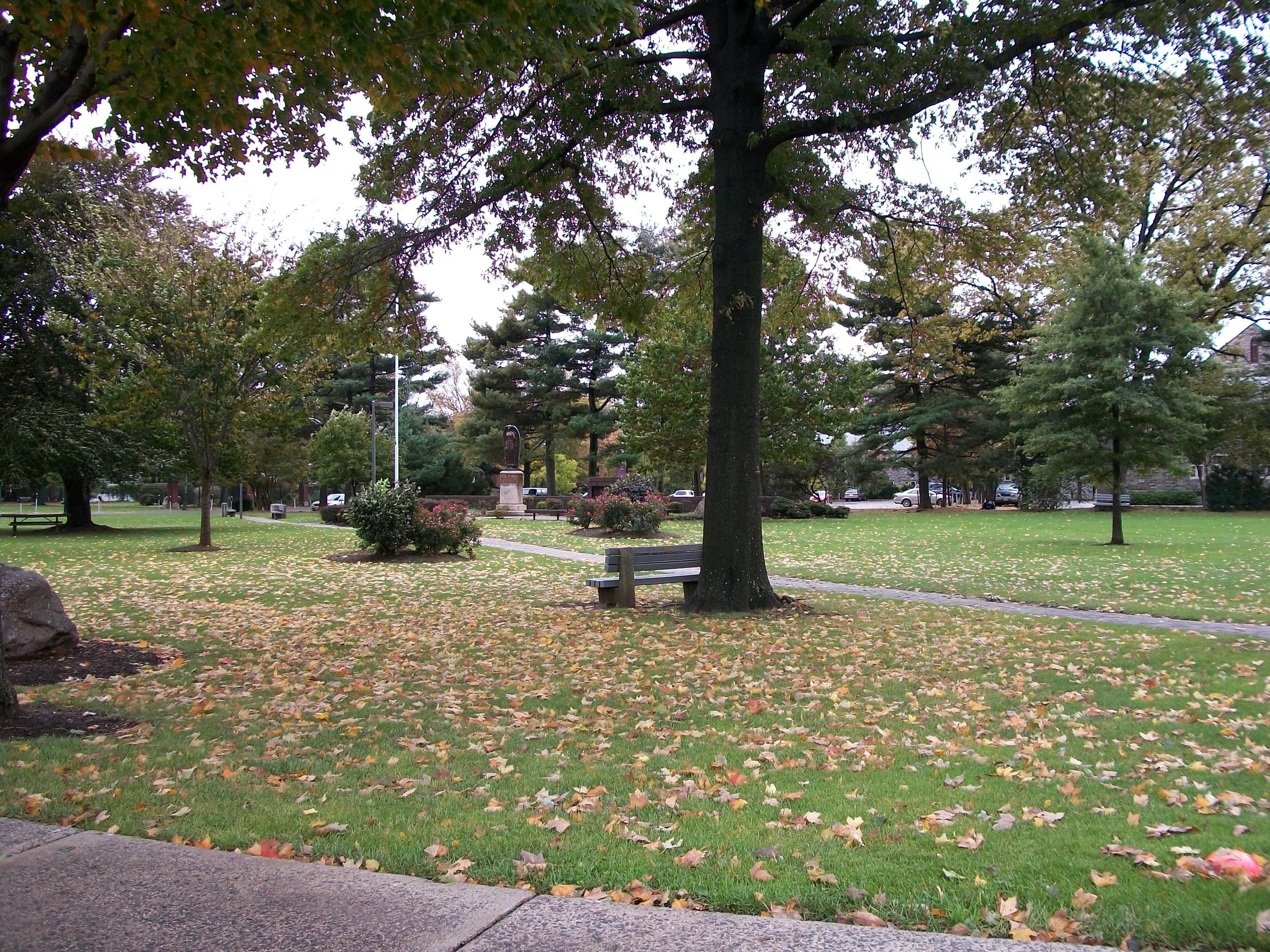
Jardin public
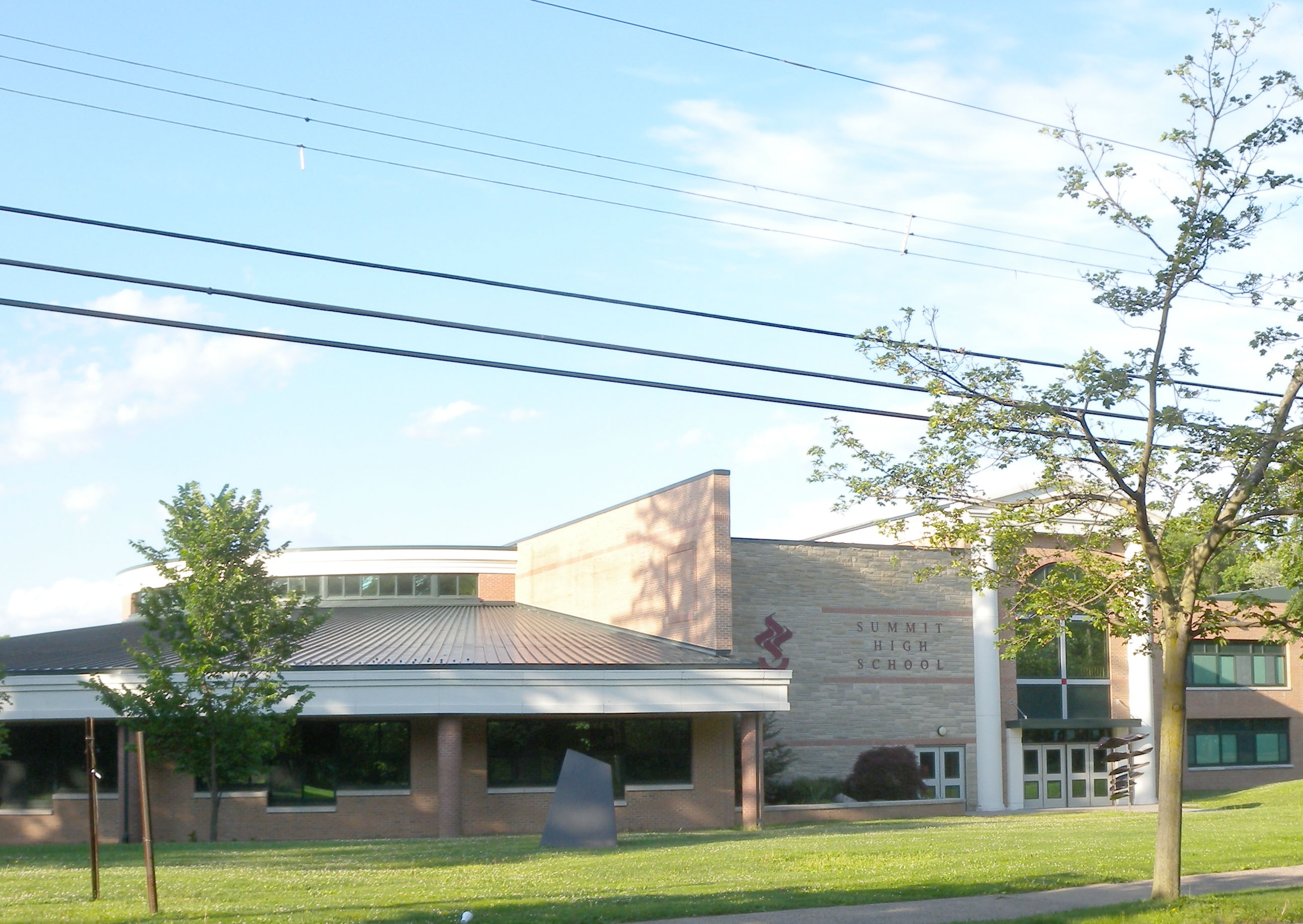
L'école secondaire.
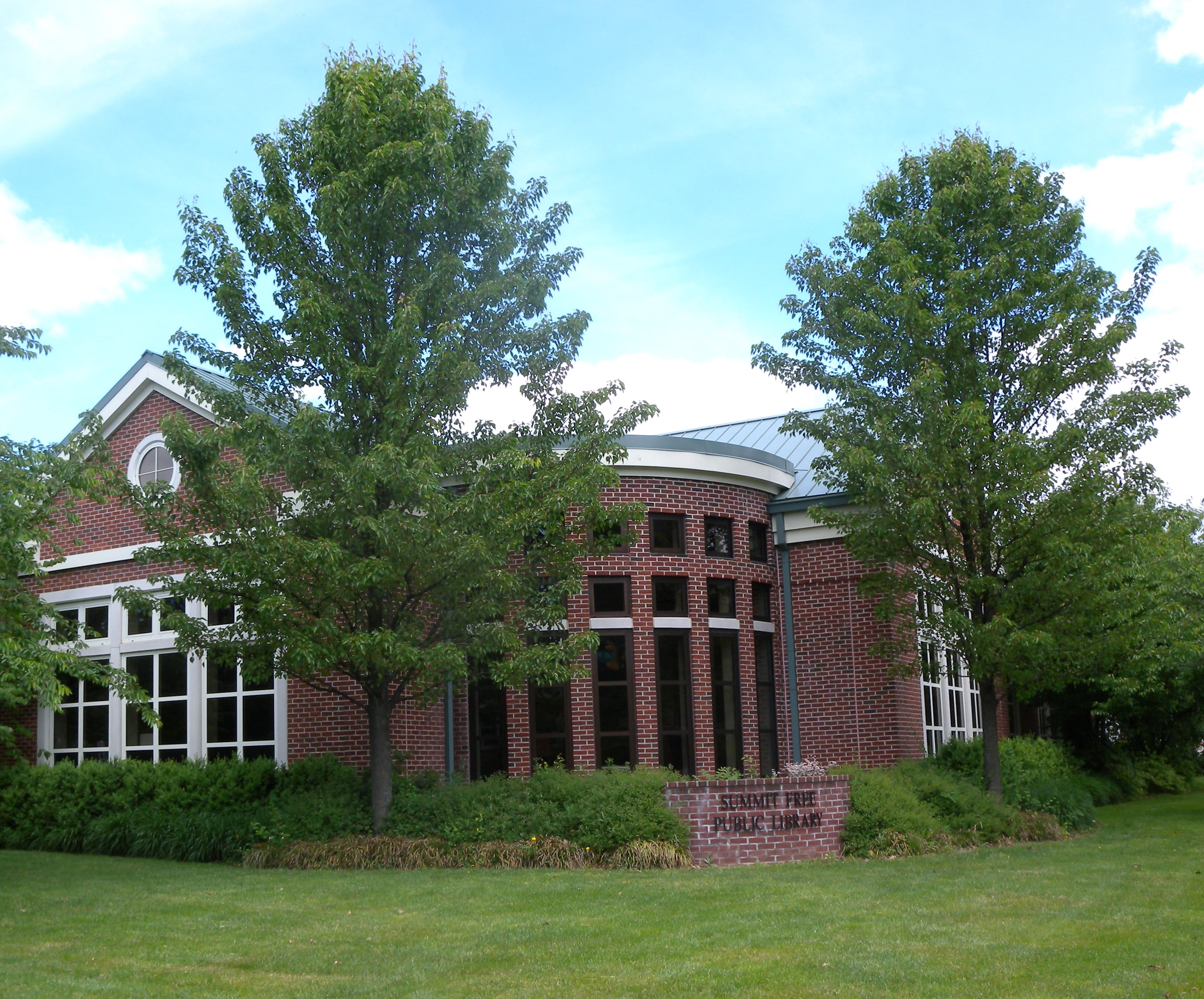
Bibliothèque.
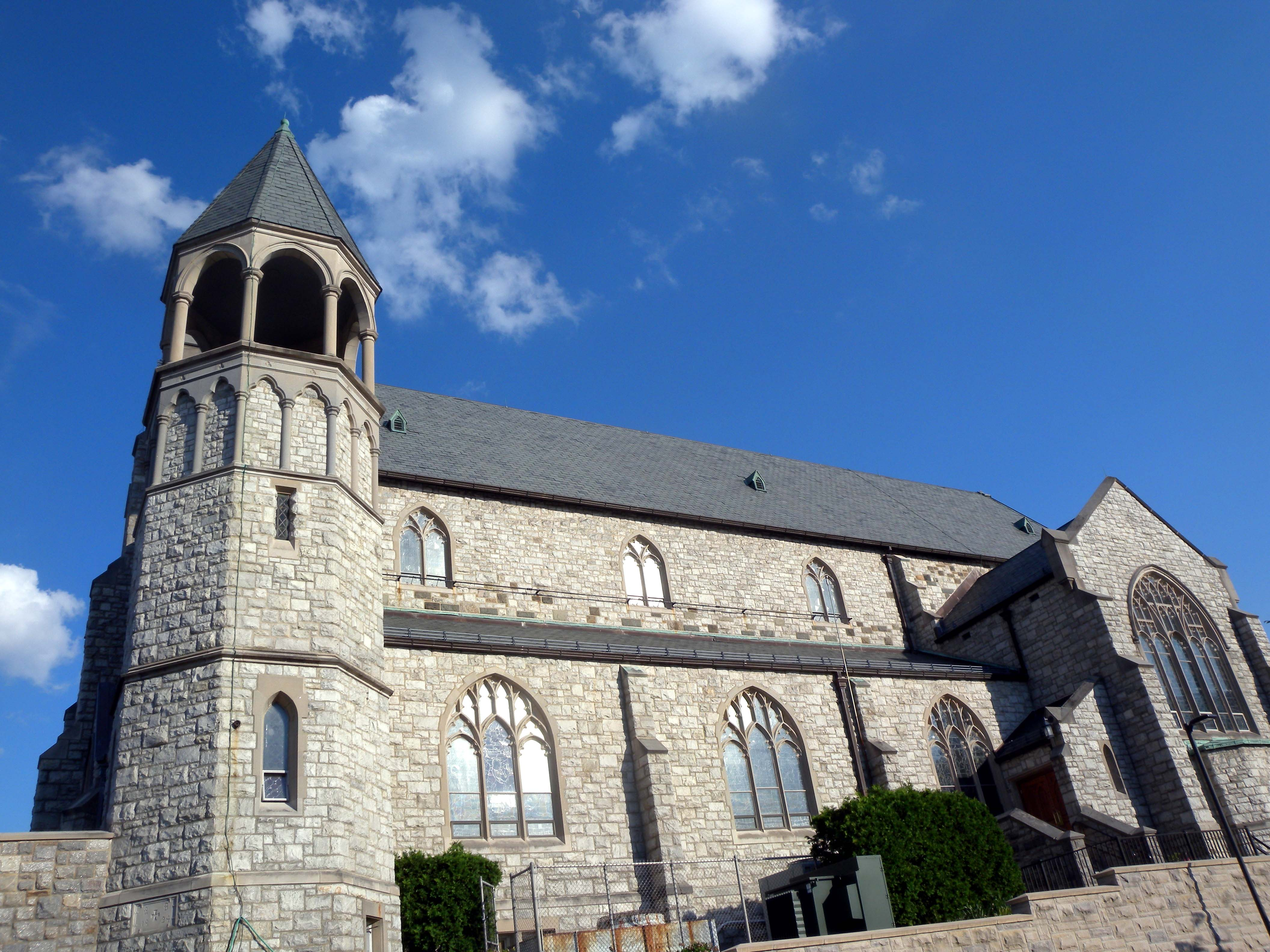
Église catholique.
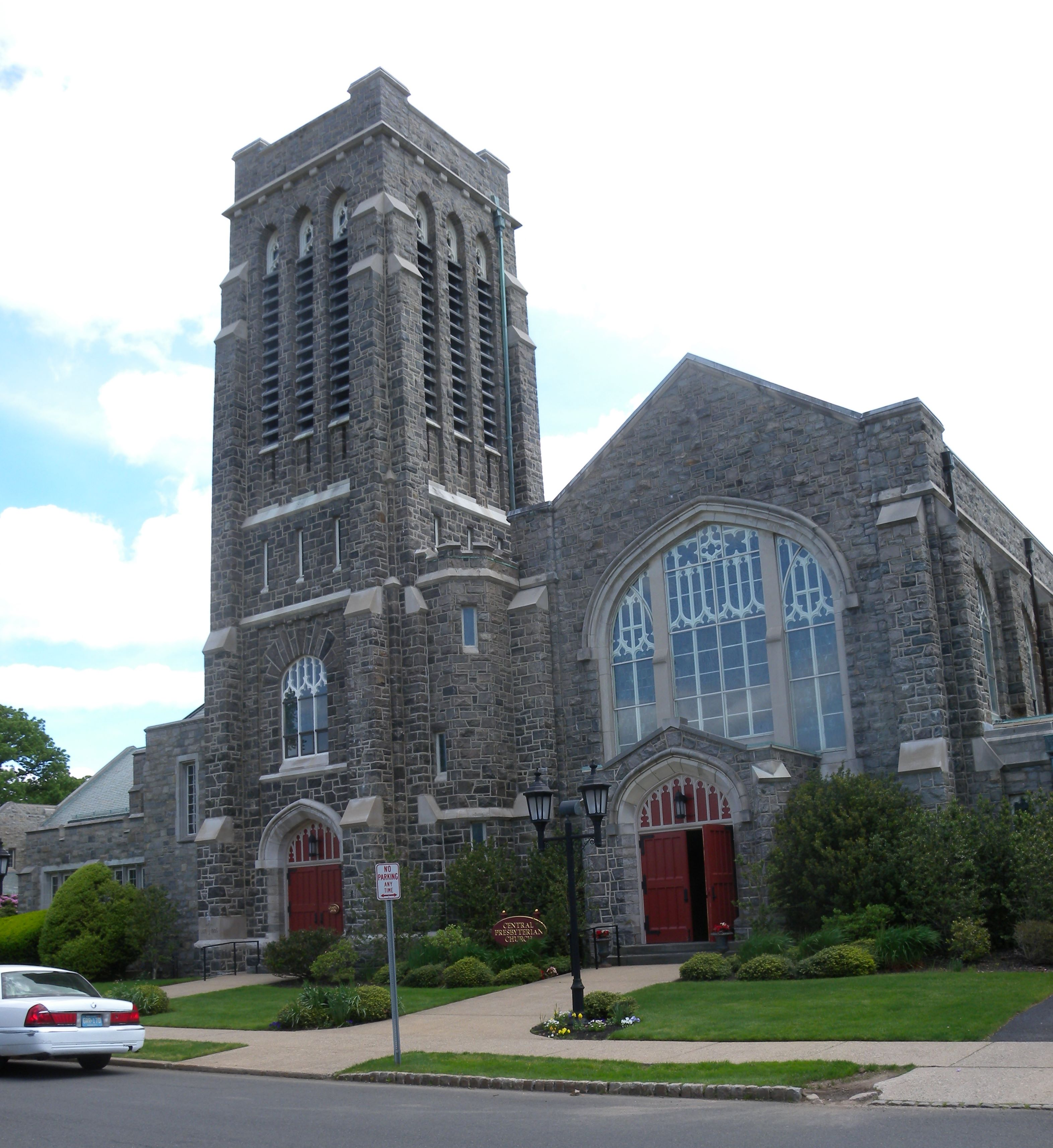
Église presbytérienne.
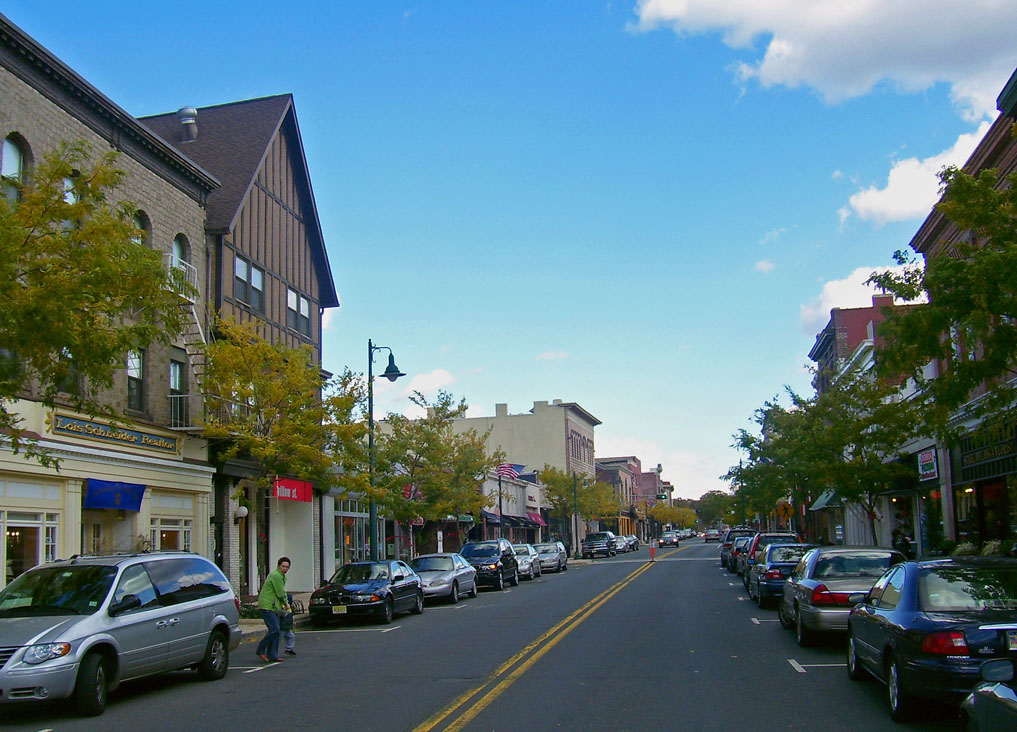
Une vue du centre-ville.
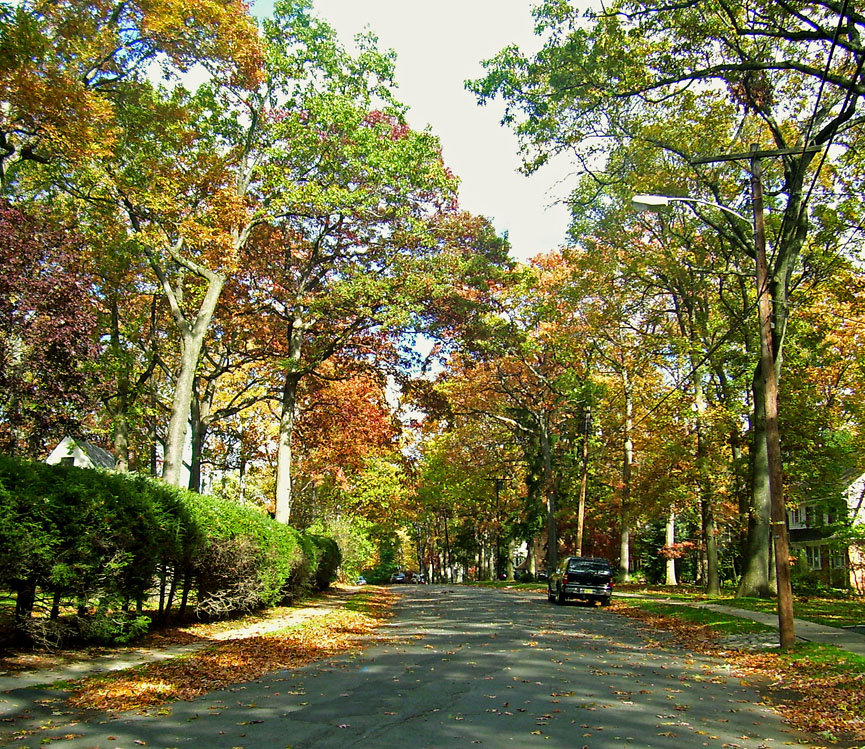
Une rue avec beaucoup d'arbres.
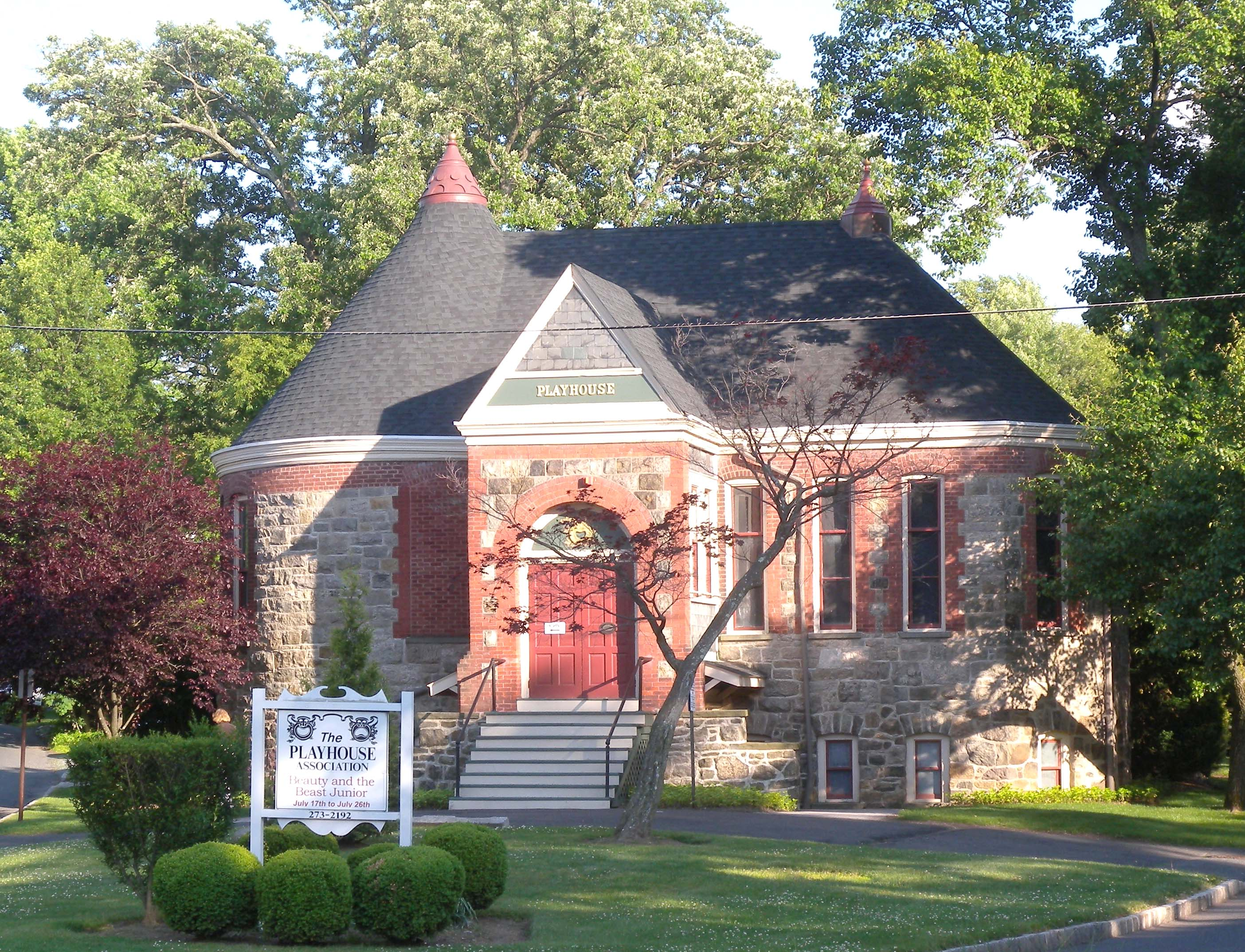
Un théâtre.
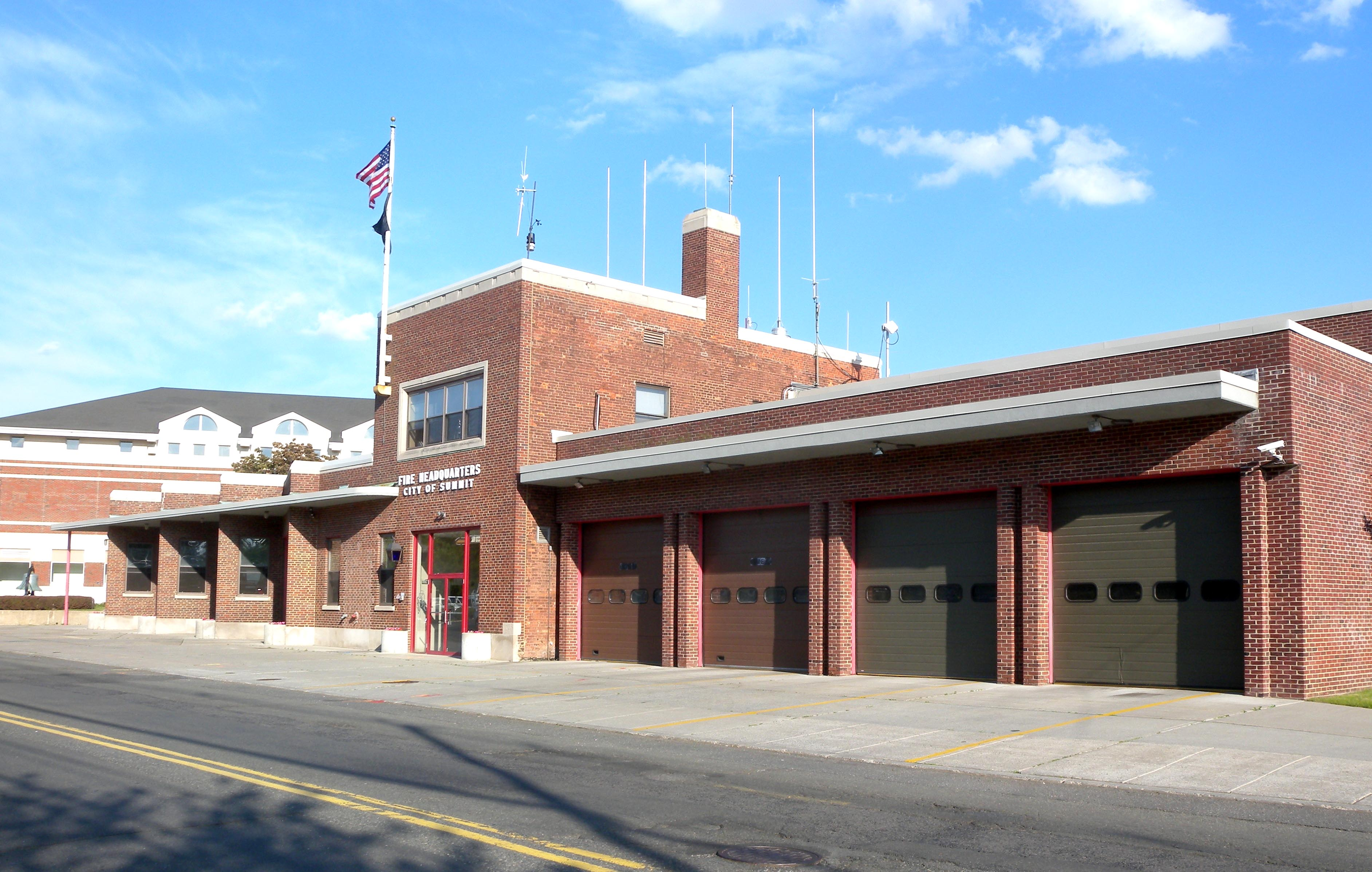
Une caserne de pompiers.
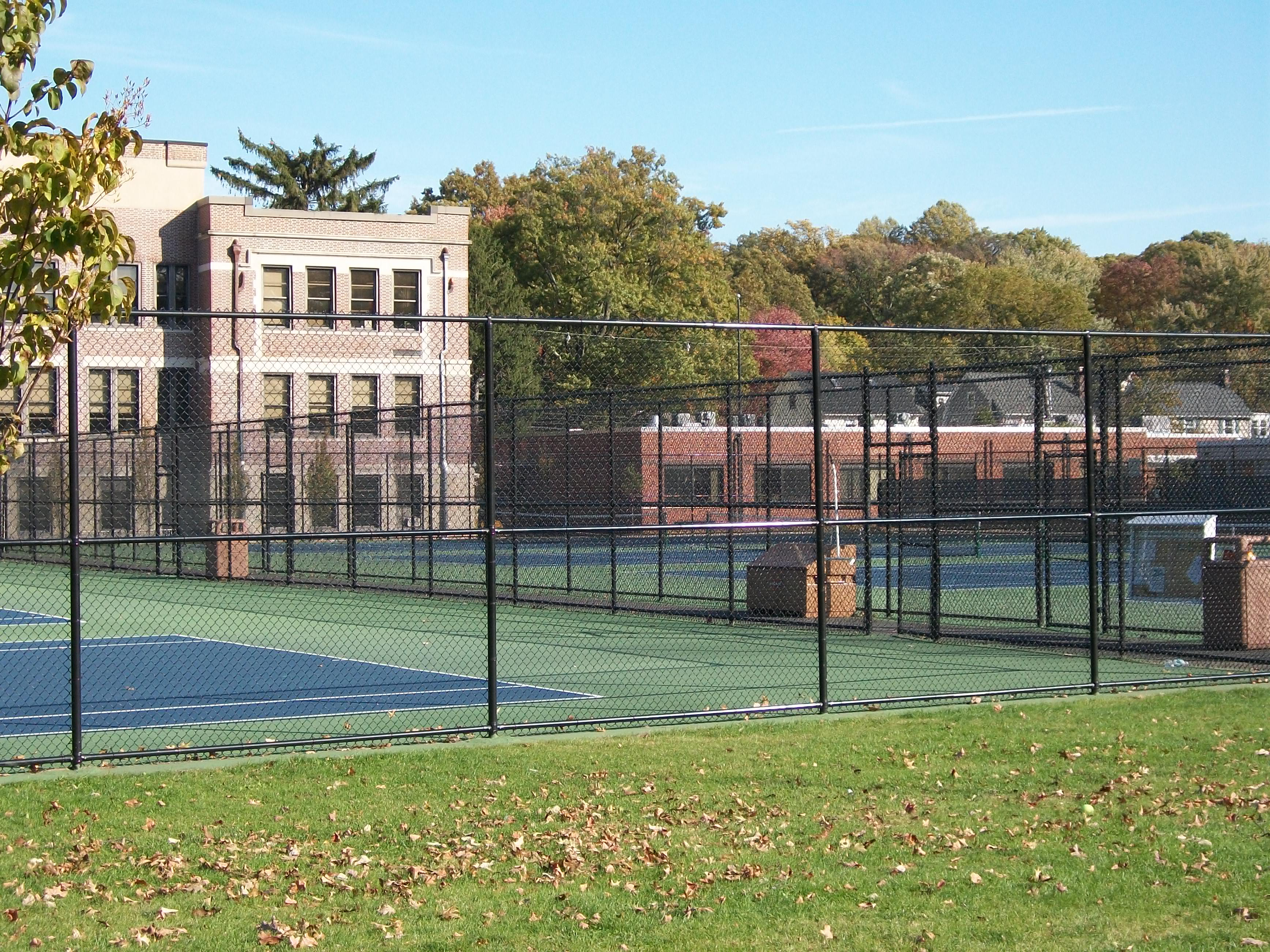
Courts de tennis, avec une école primaire dans le fond.
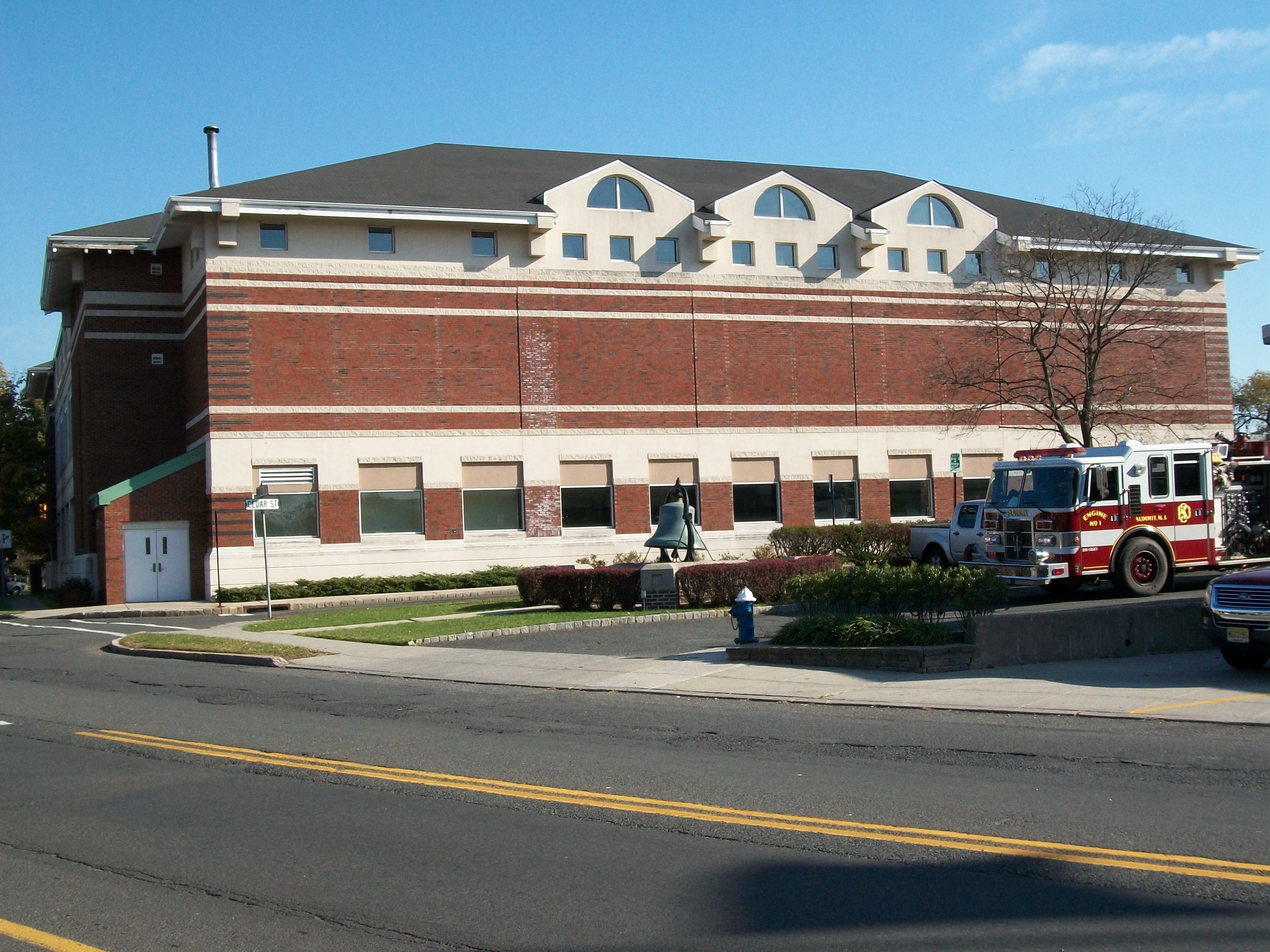
YMCA
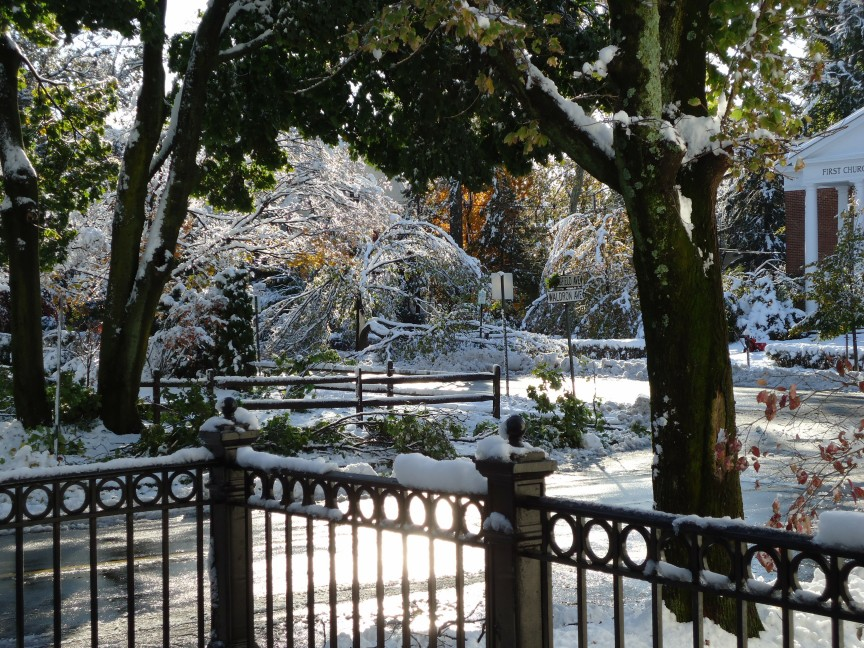
Après une tempête de neige en octobre 2011.